# Lincoln (Alabama)
Lincoln é uma cidade localizada no estado americano do Alabama, no Condado de Talladega.

## Demografia
Segundo o censo americano de 2000, a sua população era de 4577 habitantes.
Em 2006, foi estimada uma população de 5047, um aumento de 470 (10,3%).

## Geografia
De acordo com o United States Census Bureau, a localidade tem uma área de 55,5 km², dos quais 55,2 km² cobertos por terra e 0,3 km² cobertos por água.

## Localidades na vizinhança
O diagrama seguinte representa as localidades num raio de 24 km ao redor de Lincoln.